# Monedas de euro de España
El euro (EUR o €) es la moneda oficial de las instituciones de la Unión Europea desde 1999 (cuando sustituyó al ECU), de los Estados que pertenecen a la eurozona y de los micro-Estados europeos con los que la Unión tiene acuerdos al respecto. También es utilizado de facto en Montenegro y Kosovo. Las monedas de euro están diseñadas de tal manera que en su anverso muestran un diseño específico del Estado emisor mientras que en su reverso muestran un diseño común.
En España, los diseños de las monedas de euro fueron presentados entre marzo y abril de 1998 por el entonces presidente del gobierno José María Aznar López. El 1 de enero de 1999 se introdujo el euro en España como moneda de cambio a la vez que en otros 10 países europeos y el 1 de enero de 2002 comenzó la circulación efectiva en 12 países.
España acuñó monedas fechadas en 1999, 2000 y 2001 (así como lo hicieron Bélgica, Países Bajos, Francia y Finlandia), a pesar de que estas entraron a circular en 2002. Durante esos tres años, estuvieron depositadas en la FNMT.
El euro circuló simultáneamente a la peseta hasta el 28 de febrero de 2002 (aunque inicialmente iba a ser hasta el 30 de junio de 2002), día a partir del cual esta última dejó de tener curso legal. Hasta el 31 de diciembre de 2020 seguía siendo posible canjearla en el Banco de España. El cambio oficial se hace a 1 € por cada 166,386 pesetas.
Las monedas se acuñan en la Fábrica Nacional de Moneda y Timbre - Real Casa de la Moneda y cuentan con una marca de ceca que consiste en una letra M mayúscula coronada.
La FNMT pone algunas a la venta en lo que llama «Eurosets» en calidad FDC (desde 1999) y prueba (todos los años excepto 1999, 2000, 2001, 2004 y 2006). Además desde 2008 y hasta 2016 se emitieron dos eurosets anuales (tres en 2016) con un diseño de empaque y una medalla alusiva a las comunidades autónomas.

## Diseño regular del anverso
En marzo de 1999 se publicaron en el Boletín Oficial del Estado las características del anverso de las ocho monedas del cono monetario español. Se optó por tres diseños distintos.
Para las monedas de 1, 2 y 5 céntimos se utilizó una imagen de la fachada del Obradoiro de la Catedral de Santiago de Compostela diseñada por el grabador Garcilaso Rollán. Entre las torres de dicha catedral se muestra la fecha, a la izquierda en sentido circular y de abajo hacia arriba «ESPAÑA» y a la derecha la marca de ceca. Todo esto rodeado por 12 estrellas dispuestas como la esfera de un reloj de las cuales las correspondientes a los números 8, 9, 10, 11 y 12 se mostraban en bajorrelieve.
El diseño de las monedas de 10, 20 y 50 céntimos correspondió a la grabadora Begoña Castellanos. Muestra el busto de Miguel de Cervantes Saavedra junto a su firma. Abajo, la fecha y marca de ceca. Arriba, en sentido horizontal, «ESPAÑA». En este caso fueron las estrellas número 12, 1, 2 y 3 las que aparecían en bajorrelieve.
Las monedas de uno y dos euros mostraban, hasta 2014, el busto del entonces rey de España Juan Carlos I mirando a la izquierda. Este diseño era obra del grabador Luis José Díaz. Las estrellas 1, 2, 3 y 4 eran mostradas en bajorrelieve. La fecha se mostraba en dos partes situados a cada lado de la sexta estrella. A la izquierda del busto «ESPAÑA» y marca de ceca.
Los diseños anteriores estuvieron vigentes hasta 2009 cuando, a raíz de una recomendación de la Comisión Europea de 2008 para los diseños de las caras nacionales y a pesar de no afectar a no ser que se cambiara el diseño de las caras nacionales, España optó por hacer ligeras modificaciones que consistieron en mantener todas las estrellas en altorrelieve y rodeando todo el diseño, incluido el año. En 2010, comenzaron a emitirse las monedas con los nuevos diseños.
Finalmente, desde 2015, el diseño de las monedas de uno y dos euros cambió para mostrar el busto de perfil de Felipe VI (que asumió la jefatura de estado tras la abdicación de su padre) mirando a la izquierda, diseñado también por el grabador Luis José Díaz. Las 12 estrellas son mostradas en el aro. El año de acuñación se muestra junto a la palabra «ESPAÑA» a la izquierda del busto, y a su derecha la marca de ceca.
| |
| Fachada del Obradoiro de la Catedral de Santiago de Compostela motivo de las monedas de 1, 2 y 5 cts. Grabador: Garcilaso Rollán. |

| |
| Miguel de Cervantes Saavedra, junto a su firma, es el motivo de las monedas de 10, 20 y 50 cts. Grabadora: Begoña Castellanos. |

| |
| Juan Carlos de Borbón, entonces rey de España, cuyo perfil dio motivo a las monedas de 1 y 2 euro hasta 2014. Grabador: Luis José Díaz. |

| |
| Felipe VI, rey de España, cuyo busto es motivo de las monedas de 1 y 2 desde 2015. Grabador: Luis José Díaz. |

Canto de la moneda de 2 euro española.

## Cantidad de piezas acuñadas
|      | 0,01 € | 0,02 € | 0,05 € | 0,10 € | 0,20 € | 0,50 € | 1,00 € | 2,00 € |
| ---- | ------ | ------ | ------ | ------ | ------ | ------ | ------ | ------ |
| 1999 | 722.0  | 291.6  | 483.5  | 588.0  | 761.4  | 371.0  | 100.2  | 60.5   |
| 2000 | 81.1   | 711.7  | 399.9  | 242.3  | 30.2   | 519.7  | 89.1   | 36.6   |
| 2001 | 132.1  | 462.7  | 216.0  | 161.7  | 146.5  | 350.9  | 259.3  | 140.1  |
| 2002 | 141.2  | 4.2    | 8.3    | 113.2  | 91.6   | 9.9    | 335.6  | 163.0  |
| 2003 | 670.5  | 31.6   | 327.6  | 292.5  | 4.1    | 6.0    | 297.4  | 45.5   |
| 2004 | 206.7  | 206.6  | 258.7  | 121.9  | 3.9    | 4.4    | 98.7   | 4.1    |
| 2005 | 444.2  | 275.1  | 411.4  | 321.4  | 4.0    | 3.9    | 77.8   | 4.0    |
| 2006 | 383.9  | 262.0  | 143.2  | 91.8   | 104.9  | 4.0    | 101.6  | 4.0    |
| 2007 | 384.3  | 185.5  | 247.2  | 132.7  | 46.4   | 4.0    | 150.6  | 4.0    |
| 2008 | 374.7  | 192.4  | 239.2  | 142.4  | 102.3  | 4.0    | 154.5  | 19.5   |
| 2009 | 131.5  | 169.1  | 227.8  | 151.4  | 77.5   | 4.0    | 60.6   | 17.5   |
| 2010 | 227.4  | 153.2  | 203.2  | 105.0  | 4.0    | 4.0    | 40.1   | 4.0    |
| 2011 | 339.3  | 96.6   | 97.2   | 4.5    | 4.0    | 4.1    | 100.5  | 4.0    |
| 2012 | 400.6  | 99.6   | 49.8   | 3.7    | 26.2   | 4.0    | 3.4    | 4.0    |
| 2013 | 297.5  | 200.6  | 9.8    | 3.3    | 4.0    | 4.0    | 4.0    | 4.0    |
| 2014 | 65.0   | 19.4   | 119.9  | 80.1   | 29.6   | 3.8    | 15.3   | 3.6    |
| 2015 | 476.8  | 162.8  | 55.3   | 4.0    | 4.1    | 4.1    | 4.3    | 4.0    |
| 2016 | 437.9  | 230.1  | 310.2  | 77.2   | 79.1   | 72.8   | 111.1  | 4.2    |
| 2017 | 519.6  | 311.8  | 249.8  | 134.6  | 112.5  | 19.0   | 122.7  | 0.5    |
| 2018 | 317.9  | 233.1  | 222.0  | 71.1   | 119.5  | 19.5   | 107.2  | 0.3    |
| 2019 | 324.9  | 210.2  | 236.2  | 56.0   | 137.0  | 68.0   | 122.0  | 0.5    |
| 2020 | 205.0  | 244.4  | 221.8  | 47.1   | 52.1   | 20.9   | 100.9  | 4.3    |
| 2021 | 95.9   | 78.5   | 94.2   | 28.9   | 23.6   | 10.6   | 25.4   | 3.7    |
| 2022 |        |        |        |        |        |        |        |        |

## Monedas conmemorativas en euro de España
A partir del año 2004 se autoriza la emisión de monedas conmemorativas con un anverso distinto al usual en la moneda de 2 euro. España emitió una moneda en el año 2005 y luego no emitió ninguna otra individualmente hasta el año 2010 cuando comenzó una serie de «Patrimonio mundial de la UNESCO en España» que se tiene previsto que continúe en los próximos años.
| Año  | Motivo | Emisión   | Imagen |
| ---- | --- | --------- | ------ |
| 2005 | IV centenario de la primera edición de la obra «El Ingenioso Hidalgo Don Quijote de la Mancha» En la parte interna está representado Don Quijote de la Mancha sosteniendo una lanza, con unos molinos en segundo plano. A la izquierda aparece la palabra «ESPAÑA» en bajorrelieve y abajo la marca de ceca. En el anillo exterior aparecen las doce estrellas de la Unión Europea, cuatro de ellas (correspondiendo a los radiales 1, 2, 3 y 4) en bajorrelieve. El año de acuñación aparece en dos partes a ambos lados de la sexta estrella. | 8 000 000 |        |
| 2007 | Diseño común: 50º aniversario de la firma del Tratado de RomaSe trata de la primera moneda de emisión conjunta hecha por parte de los 13 miembros de la eurozona del momento. Cada estado acuñó el mismo anverso con su denominación nacional como distintivo. En el centro de la moneda se representa el tratado sobrepuesto a un diseño que recuerda al pavimento de la Plaza del Campidoglio de Roma, donde fue firmado en 1957. La palabra «EUROPA» figura encima del libro. Sobre él, aparecen las palabras «TRATADO DE ROMA 50 AÑOS». El año 2007 y el nombre «ESPAÑA» aparecen bajo el diseño central. Las doce estrellas de la bandera europea rodean todo lo anterior en el anillo exterior de la moneda. El diseño fue producto del trabajo conjunto de las diferentes casas de moneda europeas. | 8 000 000 |        |
| 2009 | Diseño común: X aniversario de la creación de la Unión Económica y MonetariaLa segunda emisión conjunta fue acuñada por los 16 países de la eurozona de 2009. Al igual que en la anterior, cada estado acuñó el mismo anverso con su denominación nacional como distintivo. El centro de la moneda muestra una figura humana estilizada cuyo brazo izquierdo es prolongado por el símbolo del euro. Bajo este símbolo aparecen las iniciales del diseñador, «ΓΣ» (de «Γεώργιος Σταματόπουλος», Geórgios Stamatópoulos escultor de la Casa de la Moneda griega). Las leyendas son, sobre el diseño, «ESPAÑA»; y bajo el diseño, «UEM 1999-2009» (de «Unión Económica y Monetaria»). La marca de ceca aparece en la parte superior izquierda. En el anillo externo aparecen las doce estrellas de la Unión. | 8 000 000 |        |
| 2010 | Patrimonio de la UNESCO: Centro histórico de CórdobaCon el segundo diseño nacional español, se da comienzo a una serie en la que se conmemorarán los sitios españoles incluidos en la lista de Patrimonios de la Humanidad de la UNESCO en el orden en que fueron inscritos en dicha lista. Esta pieza muestra las columnas de la Mezquita-Catedral de Córdoba que son parte del Centro histórico de Córdoba incluido en la lista en 1984. En la parte inferior del disco central aparece «ESPAÑA 2010». Todo rodeado por las estrellas de la bandera de la Unión Europea. | 4 000 000 |        |
| 2011 | Patrimonio de la UNESCO: Alhambra, Generalife y Albaicín de GranadaContinuando con la serie de Patrimonios de la UNESCO se acuñó una pieza que muestra el patio de los leones de la Alhambra que fue incluida en la lista en el año 1984. En la parte inferior «ESPAÑA 2011». Todo rodeado por las estrellas de la Unión. | 4 000 000 |        |
| 2012 | Patrimonio de la UNESCO: Catedral de BurgosSe muestra una vista lateral de la fachada de la Catedral de Burgos con el cimborrio detrás. Se trata del tercer monumento inscrito en la lista de Patrimonios de la Humanidad de la UNESCO lo que se hizo en 1984. A su derecha la marca de ceca. A izquierda y derecha «ESPAÑA 2012». Todo rodeado por las estrellas de la Unión. | 4 000 000 |        |
| 2012 | Diseño común: X aniversario de la puesta en circulación de los billetes y monedas en eurosMediante votación pública en internet se decidió el motivo de la tercera emisión conjunta. Se trata de un diseño de Helmut Andexlinger, diseñador de la Casa de la Moneda austríaca. En el centro de la moneda aparece el símbolo del euro sobre un globo terráqueo donde están apoyados distintos elementos que representan los ámbitos en los que el euro ha adquirido importancia en los últimos diez años. Estos elementos son los ciudadanos (figuras humanas estilizadas), el mundo financiero (Torre del BCE), el comercio (bucles), la industria (fábricas) y el sector de la energía, la investigación y el desarrollo (centrales de energía eólica). Las iniciales del artista figuran bajo la imagen de la torre del BCE. Arriba «ESPAÑA», en la parte inferior figuran las fechas del aniversario del euro «2002-2012». Todo rodeado por las estrellas de la Unión. | 4 000 000 |        |
| 2013 | Patrimonio de la UNESCO: Real Monasterio de San Lorenzo de El EscorialSe muestra una vista del Monasterio de El Escorial rodeado por las 12 estrellas. Es la cuarta acuñación de un monumento Patrimonio de la Humanidad de la UNESCO (que incluyó el monasterio en el año 1984). Arriba se observa «ESPAÑA 2013». | 4 000 000 |        |
| 2014 | Patrimonio de la UNESCO: Park GüellSe muestra un lagarto que es el monumento más reconocible del Park Güell de Gaudí. A la izquierda se lee «ESPAÑA 2014», a la derecha la marca de ceca y «PARK GÜELL - GAUDÍ». Las estrellas de la Unión rodean todo el diseño. Es la quinta moneda de la serie de monumentos Patrimonio de la Humanidad de la UNESCO en la que está incluido el parque como parte de los trabajo de Gaudí desde 1984. | 4 000 000 |        |
| 2014 | Proclamación del rey Felipe VI Rodeado por las 12 estrellas de la Unión, se observa el perfil del rey Felipe VI superpuesto al del rey Juan Carlos I ambos mirando hacia la izquierda. Abajo «ESPAÑA - 2014». A la derecha, la marca de ceca. Fue puesta en circulación en diciembre de 2014. Se trata de la moneda conmemorativa española en euros con el mayor número de piezas emitidas. | 8 100 000 |        |
| 2015 | Patrimonio de la UNESCO: Cueva de Altamira y arte rupestre paleolítico del Norte de España Continuando con la serie de monedas relacionadas con el Patrimonio de la Humanidad en España, se emite la sexta moneda con la imagen de uno de los bisontes pintados en las paredes de la Cueva de Altamira, incluida en esta lista de la UNESCO en 1985. Arriba «ESPAÑA» con la marca de ceca a la derecha. Abajo el año de acuñación. | 4 200 000 |        |
| 2015 | Diseño común: 30º aniversario de la Bandera europeaNuevamente mediante votación pública en internet se decidió el motivo de la cuarta emisión conjunta. Como en acuñaciones anteriores, cada estado acuñó el mismo anverso con su denominación nacional como distintivo. Se ve, en el centro, una bandera europea sostenida por personas que simbolizan la unión de diferentes culturas en un ideal común. Bajo este símbolo aparecen las iniciales del diseñador, «ΓΣ» (de «Γεώργιος Σταματόπουλος», Geórgios Stamatópoulos escultor de la Casa de la Moneda griega). Arriba «ESPAÑA», en la parte inferior figuran las fechas del aniversario de la bandera «1985-2015». Todo rodeado por las estrellas de la Unión. | 4 300 000 |        |
| 2016 | Patrimonio de la UNESCO: Casco antiguo y Acueducto de SegoviaEl acueducto de Segovia se ve en el centro de la moneda que es la séptima de la serie de Patrimonio de la Humanidad de la UNESCO. El monumento fue incluido en la lista en 1985. Arriba «ESPAÑA», el año de acuñación y la marca de ceca. | 3 400 000 |        |
| 2017 | Patrimonio de la UNESCO: Iglesia de Santa María del NarancoPara la octava emisión de monumentos españoles Patrimonio de la Humanidad de la UNESCO, se acuña la fachada de la iglesia de Santa María del Naranco, inscrita en la lista desde 1985. Arriba «ESPAÑA» y el año de acuñación. A la izquierda la marca de ceca. | 500 000   |        |
| 2018 | Patrimonio de la UNESCO: Casco Antiguo de Santiago de CompostelaEn la novena emisión del Patrimonio de la Humanidad de la UNESCO en España, se ve la escultura de Santiago peregrino que está en el lienzo de la Puerta Santa de la Catedral de Santiago de Compostela. Forma parte de la lista de patrimonio desde 1985. A la izquierda «ESPAÑA» y abajo el año de acuñación y la marca de ceca. | 300 000   |        |
| 2018 | 50º aniversario del nacimiento del rey Felipe VISe ve el escudo de armas de Felipe VI en el centro. A la izquierda «ESPAÑA» y abajo el año de acuñación. A la derecha la marca de ceca y la inscripción «50 ANIVERSARIO DE S.M. FELIPE VI». | 400 000   |        |
| 2019 | Patrimonio de la UNESCO: Casco antiguo de Ávila e iglesias extramurosPara la décima edición del Patrimonio de la Humanidad de la UNESCO en España, se acuñan tres cubos de la Muralla de Ávila inscrita en la lista desde 1985 junto con el casco histórico y las iglesias extramuros de la ciudad. Arriba «ESPAÑA», el año de acuñación y la marca de ceca. | 500 000   |        |
| 2020 | Patrimonio de la UNESCO: Arquitectura mudéjar de AragónSe trata de la undécima edición del Patrimonio de la Humanidad de la UNESCO en España. Se muestra la fachada de la Torre de la iglesia del Salvador de la ciudad de Teruel ejemplo de la Arquitectura mudéjar de Aragón y que fue inscrita en la lista en 1986. Arriba «ARQUITECTURA MUDÉJAR DE ARAGÓN»; a la izquierda, en vertical, «ESPAÑA» y a la derecha el año de acuñación y la marca de ceca. | 4 000 000 |        |
| 2021 | Patrimonio de la UNESCO: Ciudad histórica de ToledoDuodécima edición del Patrimonio de la Humanidad de la UNESCO en España. Se muestran dos imágenes: arriba y a la izquierda la decoración del hejal de la Sinagoga del Tránsito y, superpuesta parcialmente a ella, abajo y a la derecha la Puerta del Sol ambas en la ciudad de Toledo e inscritas en la lista en el año 1986. Abajo y a la izquierda «ESPAÑA» con el año de acuñación y arriba a la derecha la maraca de ceca. | 4 000 000 |        |
| 2022 | Patrimonio de la UNESCO: Parque nacional de Garajonay | 1 000 000 | [ ]    |
| 2022 | V centenario de la primera vuelta al mundo | 1 000 000 | [ ]    |
| 2022 | Diseño común: 35º aniversario del programa Erasmus | 1 000 000 | [ ]    |
| 2023 | Patrimonio de la UNESCO: Ciudad vieja de Cáceres |           | [ ]    |
| 2023 | Presidencia española del Consejo de la Unión Europea |           | [ ]    |
| 2024 | Patrimonio de la UNESCO: Catedral, Alcázar y Archivo de Indias de Sevilla |           | [ ]    |
| 2024 | 200º aniversario de la Policía Nacional |           | [ ]    |

| 2025 | Patrimonio Mundial de la UNESCO: Ciudad vieja de Salamanca |

## Monedas de colección en euro de España
Las monedas acuñadas con fines de colección se rigen por directrices indicadas por la Comisión Europea. Estas solo son de curso legal en el país emisor y deben poder diferenciarse claramente de las destinadas a la circulación. España comenzó a acuñarlas desde el año 2002 y cuenta con piezas en oro y plata así como bimetálicas. Sus motivos son de importancia tanto nacional como internacional.